# Сан Маурицио д’Опаљо
Сан Маурицио д’Опаљо (итал. San Maurizio D'Opaglio) је насеље у Италији у округу Новара, региону Пијемонт.
Према процени из 2011. у насељу је живело 2663 становника. Насеље се налази на надморској висини од 370 м.

## Становништво
Према резултатима пописа становништва 2011. у општини је живело 3.104 становника.
| 1931. | 1936. | 1951. | 1961. | 1971. | 1981. | 1991. | 2001. | 2011. |
| ----- | ----- | ----- | ----- | ----- | ----- | ----- | ----- | ----- |
| 1.320 | 1.367 | 1.430 | 1.848 | 2.498 | 2.763 | 2.818 | 3.066 | 3.104 |